# Danh sách chợ tại Bình Dương
Danh sách chợ trên địa bàn Tỉnh Bình Dương của các Thị Xã,Huyện,Thành Phố tính đến 2019
| Địa bàn     | Tên | Hình ảnh | Loại | Vị trí          | Hiện trạng | Ghi chú |
| ----------- | --- | -------- | ---- | --------------- | --- | ------- |
| Thủ Dầu Một | Chợ Thủ Dầu Một |          |      | Phú Cường       | Chợ đã quá tải, tiểu thương phải kinh doanh tạm thời trên các tuyến đường, từ đó việc sắp xếp ngành hàng gặp khó khăn và tiểu thương thường xuyên khiếu nại đến các cơ quan nhà nước |         |
| Thủ Dầu Một | Chợ Vinh Sơn |          |      | Phú Hòa         | Chợ chưa được đầu tư, chỉ che tạm phần mái bằng tôn và khung sắt đơn giản. |         |
| Thủ Dầu Một | Chợ Bình Điềm |          |      | Phú Hòa         | Chợ đang quá tải, có rất nhiều tiểu thương kinh doanh lấn chiếm lòng đường, phần mái che đã được đầu tư bán kiên cố bằng khung nhà tiền chế. Chợ cần được mở rộng và đầu tư các hạng mục khác. | [ 1 ]   |
| Thủ Dầu Một | Chợ Hàng Bông (Chợ nông sản Phú Hòa) |          |      | Phú Hòa         | khu vực chợ chỉ đầu tư kiên cố được 2 dãy phố dạng kiot, các hạng mục khác chưa được đầu tư. |         |
| Thủ Dầu Một | Chợ Bến Thế |          |      | Tân An          | Chợ được xây dựng khá lâu, hiện nay chợ đã xuống cấp. |         |
| Thủ Dầu Một | Chợ Phú Văn |          |      | Phú Thọ         | Chợ có quy mô nhỏ, cơ sở vật chất xuống cấp. |         |
| Thủ Dầu Một | Chợ Tương Bình Hiệp |          |      | Tương Bình Hiệp | Hiện là khu chợ tạm đối điện UBND xã Tương Bình Hiệp, diện tích chật hẹp. Hướng tới, phải giải tỏa chợ này và đầu tư xây dựng chợ ở địa điểm mới. |         |
| Thủ Dầu Một | Chợ Đình |          |      | Phú Lợi         | Đã được đầu tư tương đối hoàn chỉnh, chỉ cần chỉnh trang và bảo dưỡng để duy trì hoạt động |         |
| Thủ Dầu Một | Chợ Cây Dừa |          |      | Hiệp Thành      | Đã được đầu tư tương đối hoàn chỉnh, chỉ cần chỉnh trang và bảo dưỡng để duy trì hoạt động |         |
| Thủ Dầu Một | Chợ Bưng Cầu |          |      | Hiệp An         | Đã được đầu tư tương đối hoàn chỉnh, chỉ cần chỉnh trang và bảo dưỡng để duy trì hoạt động |         |
| Thủ Dầu Một | Chợ Hòa Lợi |          |      | Hòa Phú         | Đã được đầu tư tương đối hoàn chỉnh, chỉ cần chỉnh trang và bảo dưỡng để duy trì hoạt động |         |
| Thủ Dầu Một | Chợ Phú Chánh AB |          |      |                 | Đã được đầu tư tương đối hoàn chỉnh, chỉ cần chỉnh trang và bảo dưỡng để duy trì hoạt động |         |
| Thủ Dầu Một | Chợ Phú Chánh C |          |      |                 | Đã được đầu tư tương đối hoàn chỉnh, chỉ cần chỉnh trang và bảo dưỡng để duy trì hoạt động |         |
| Thuận An    | Chợ Đông Phú (Chợ Thung Dung) |          |      |                 | Đã được đầu tư tương đối hoàn chỉnh, chỉ cần chỉnh trang và bảo dưỡng để duy trì hoạt động |         |
| Thuận An    | Chợ Đông Phú I |          |      |                 | Đã được đầu tư tương đối hoàn chỉnh, chỉ cần chỉnh trang và bảo dưỡng để duy trì hoạt động |         |
| Thuận An    | Chợ Đức Huy |          |      | An Phú          | Đã được đầu tư tương đối hoàn chỉnh, chỉ cần chỉnh trang và bảo dưỡng để duy trì hoạt động |         |
| Thuận An    | Chợ Phú An |          |      | An Phú          | Đã được đầu tư tương đối hoàn chỉnh, chỉ cần chỉnh trang và bảo dưỡng để duy trì hoạt động |         |
| Thuận An    | Chợ Tuy An |          |      | An Phú          | Đã được đầu tư tương đối hoàn chỉnh, chỉ cần chỉnh trang và bảo dưỡng để duy trì hoạt động |         |
| Thuận An    | Chợ Búng |          |      | An Thạnh        | Đã được đầu tư tương đối hoàn chỉnh, chỉ cần chỉnh trang và bảo dưỡng để duy trì hoạt động |         |
| Thuận An    | Chợ Thạnh Bình |          |      | An Thạnh        | Đã được đầu tư tương đối hoàn chỉnh, chỉ cần chỉnh trang và bảo dưỡng để duy trì hoạt động |         |
| Thuận An    | Chợ Bình Chuẩn |          |      | Bình Chuẩn      | Đã được đầu tư tương đối hoàn chỉnh, chỉ cần chỉnh trang và bảo dưỡng để duy trì hoạt động |         |
| Thuận An    | Chợ Hài Mỹ |          |      | Bình Chuẩn      | Đã được đầu tư tương đối hoàn chỉnh, chỉ cần chỉnh trang và bảo dưỡng để duy trì hoạt động |         |
| Thuận An    | Chợ Phú Phong |          |      | Bình Chuẩn      | |         |
| Thuận An    | Chợ Bình Hòa I |          |      | Bình Hòa        | Đã được đầu tư tương đối hoàn chỉnh, chỉ cần chỉnh trang và bảo dưỡng để duy trì hoạt động |         |
| Thuận An    | Chợ Bình Hòa II |          |      | Bình Hòa        | Đã được đầu tư tương đối hoàn chỉnh, chỉ cần chỉnh trang và bảo dưỡng để duy trì hoạt động |         |
| Thuận An    | Chợ Đồng An I |          |      | Bình Hòa        | Đã được đầu tư tương đối hoàn chỉnh, chỉ cần chỉnh trang và bảo dưỡng để duy trì hoạt động |         |
| Thuận An    | Chợ Đồng An II |          |      | Bình Hòa        | Đã được đầu tư tương đối hoàn chỉnh, chỉ cần chỉnh trang và bảo dưỡng để duy trì hoạt động |         |
| Thuận An    | Chợ Đồng An III |          |      | Bình Hòa        | Đã được đầu tư tương đối hoàn chỉnh, chỉ cần chỉnh trang và bảo dưỡng để duy trì hoạt động |         |
| Thuận An    | Chợ Bình Đức |          |      | Bình Hòa        | Đã được đầu tư tương đối hoàn chỉnh, chỉ cần chỉnh trang và bảo dưỡng để duy trì hoạt động |         |
| Thuận An    | Chợ Thuận Giao |          |      | Thuận Giao      | Đã được đầu tư tương đối hoàn chỉnh, chỉ cần chỉnh trang và bảo dưỡng để duy trì hoạt động |         |
| Thuận An    | Chợ An Phú |          |      | An Phú          | Đã được đầu tư tương đối hoàn chỉnh, chỉ cần chỉnh trang và bảo dưỡng để duy trì hoạt động |         |
| Thuận An    | Chợ Lái Thiêu |          |      | Lái Thiêu       | Chợ đã quá tải, diện tích đất chợ không còn để đầu tư mở rộng. Hiện nay, địa phương đang lập dự án đầu tư xây dựng chợ ở vị trí mới thuộc khu phố Long Thới, phường Lái Thiêu cho phù hợp với quy hoạch phát triển kinh tế - xã hội của thị xã Thuận An. Sau khi đầu tư xong chợ Lái thiêu mới sẽ giải tỏa chợ Lái Thiêu cũ và chỉnh trang thành khu phố chợ. |         |
| Thuận An    | Chợ Vĩnh Phú |          |      | Vĩnh Phú        | Hiện trạng chợ đã được giải phóng mặt bằng để đầu tư xây dựng lại, dự án đầu tư chợ đã có chủ trương giao cho DNTN Hà Nam làm chủ đầu tư. |         |
| Dĩ An       | Chợ Dĩ An |          |      |                 | Đã được đầu tư tương đối hoàn chỉnh, chỉ cần chỉnh trang và bảo dưỡng để duy trì hoạt động |         |
| Dĩ An       | Chợ Dĩ An II |          |      |                 | Đã được đầu tư tương đối hoàn chỉnh, chỉ cần chỉnh trang và bảo dưỡng để duy trì hoạt động |         |
| Dĩ An       | Chợ An Bình (cũ) là khu chợ kiên cố nhưng hiện nay đã xuống cấp cả trong lồng và đường nội bộ xung quanh hiện nay các tiểu thương phải thuê mặt bằng của toà Chung Cư An Bình để buôn bán đã có kế hoạch chuyển tiểu thương sang chợ mới nhưng thất bại |          |      |                 | |         |
| Dĩ An       | Chợ Bình An |          |      |                 | Đã được đầu tư tương đối hoàn chỉnh, chỉ cần chỉnh trang và bảo dưỡng để duy trì hoạt động |         |
| Dĩ An       | Chợ Thống Nhất |          |      |                 | Đã được đầu tư tương đối hoàn chỉnh, chỉ cần chỉnh trang và bảo dưỡng để duy trì hoạt động |         |
| Dĩ An       | Chợ Tân Bình |          |      |                 | Đã được đầu tư tương đối hoàn chỉnh, chỉ cần chỉnh trang và bảo dưỡng để duy trì hoạt động |         |
| Dĩ An       | Chợ Đại Quang |          |      |                 | Đã được đầu tư tương đối hoàn chỉnh, chỉ cần chỉnh trang và bảo dưỡng để duy trì hoạt động |         |
| Dĩ An       | Chợ Tân Long |          |      |                 | Đã được đầu tư tương đối hoàn chỉnh, chỉ cần chỉnh trang và bảo dưỡng để duy trì hoạt động |         |
| Dĩ An       | Chợ Nội Hóa |          |      |                 | Hiện trạng chợ đã xuống cấp và quá tải. |         |
| Dĩ An       | Chợ Tân Quý |          |      |                 | Hiện trạng chợ chỉ xây dựng tạm cần phải cải tạo xây dựng lại. |         |
| Dĩ An       | Chợ Đông Hòa |          |      | Đông Hòa        | Hiện trạng chợ đã xuống cấp và quá tải, cần phải xây dựng lại. |         |
| Dĩ An       | Chợ Đông Thành |          |      |                 | Hiện trạng chợ chưa đầu tư xây dựng kiên cố. |         |
| Dĩ An       | Chợ Tân Đông Hiệp |          |      |                 | Hiện trạng chợ chưa đầu tư xây dựng kiên cố. |         |
| Dĩ An       | Chợ Ngãi Thắng |          |      |                 | Chợ đang nằm trong hành lang bảo vệ đường Quốc lộ 1 (cách cầu Đồng Nai khoảng 300m). Hướng tới, giải tỏa chợ này và đầu tư xây dựng chợ Ngãi thắng ở địa điểm mới thuộc khu phố Trung Thắng, phường Bình Thắng, thị xã Dĩ An. |         |
| Tân Uyên    | Chợ Tân Uyên |          |      |                 | Đã được đầu tư tương đối hoàn chỉnh, chỉ cần chỉnh trang và bảo dưỡng để duy trì hoạt động |         |
| Tân Uyên    | Chợ Tân Phước Khánh |          |      |                 | Đã được đầu tư tương đối hoàn chỉnh, chỉ cần chỉnh trang và bảo dưỡng để duy trì hoạt động |         |
| Tân Uyên    | Chợ Phước An |          |      |                 | Đã được đầu tư tương đối hoàn chỉnh, chỉ cần chỉnh trang và bảo dưỡng để duy trì hoạt động |         |
| Tân Uyên    | Chợ Phước Thành |          |      |                 | Đã được đầu tư tương đối hoàn chỉnh, chỉ cần chỉnh trang và bảo dưỡng để duy trì hoạt động |         |
| Tân Uyên    | Chợ Hội Nghĩa |          |      |                 | Đã được đầu tư tương đối hoàn chỉnh, chỉ cần chỉnh trang và bảo dưỡng để duy trì hoạt động |         |
| Tân Uyên    | Chợ Quang Vinh I |          |      |                 | Đã được đầu tư tương đối hoàn chỉnh, chỉ cần chỉnh trang và bảo dưỡng để duy trì hoạt động |         |
| Tân Uyên    | Chợ Quang Vinh II |          |      |                 | Đã được đầu tư tương đối hoàn chỉnh, chỉ cần chỉnh trang và bảo dưỡng để duy trì hoạt động |         |
| Tân Uyên    | Chợ Tân Thành |          |      |                 | Hiện trạng chợ chưa được xây dựng kiên cố. |         |
| Tân Uyên    | Chợ Lạc An |          |      |                 | Hiện trạng chợ chưa được xây dựng, tiểu thương kinh doanh trên lề đường. |         |
| Tân Uyên    | Chợ Tân Bình |          |      |                 | Hiện trạng chợ chưa xây dựng kiên cố. |         |
| Tân Uyên    | Chợ Tân Định |          |      |                 | Hiện trạng có rất ít hộ kinh doanh, vị trí không thuận lợi, diện tích chật hẹp vì vậy cần đầu tư chợ địa điểm mới để xây dựng lại chợ. |         |
| Tân Uyên    | Chợ Thường Tân |          |      |                 | Quy mô chợ nhỏ, cần phải mở rộng. |         |
| Tân Uyên    | Chợ Tân Ba |          |      |                 | Hiện trạng chợ xuống cấp, diện tích chật hẹp không còn mở rộng được. Hướng tới, giải tỏa chợ Tân Ba và xây dựng chợ mới ở gần khu đường dẫn của Cầu qua xã Thạnh Hội. |         |
| Tân Uyên    | Chợ Bình Mỹ |          |      | Bình Mỹ         | |         |